# Aspetto fisico

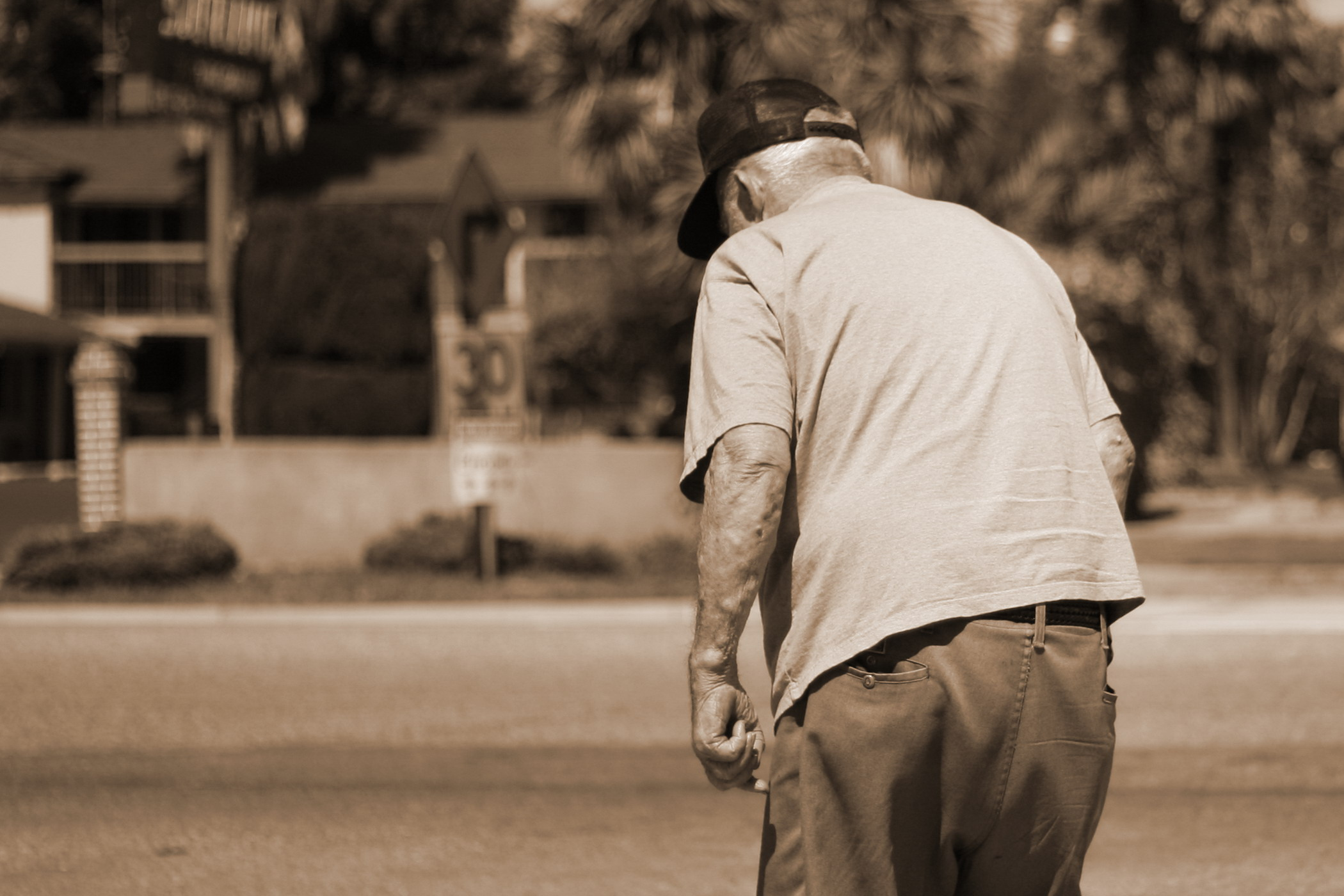
Aspetto di un uomo anziano visto da dietro.

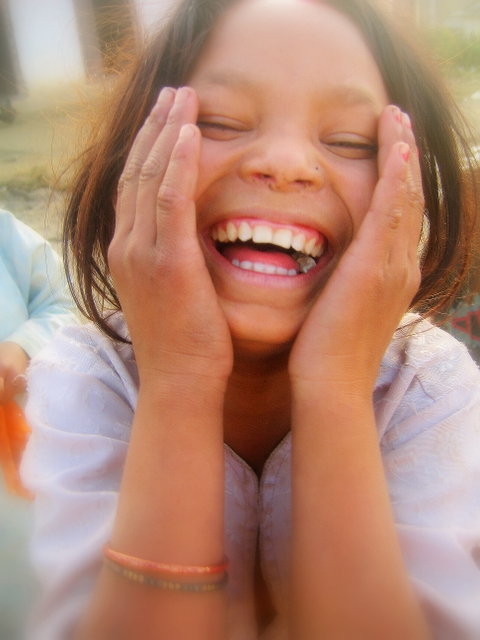
Aspetto facciale di una donna sorridente.

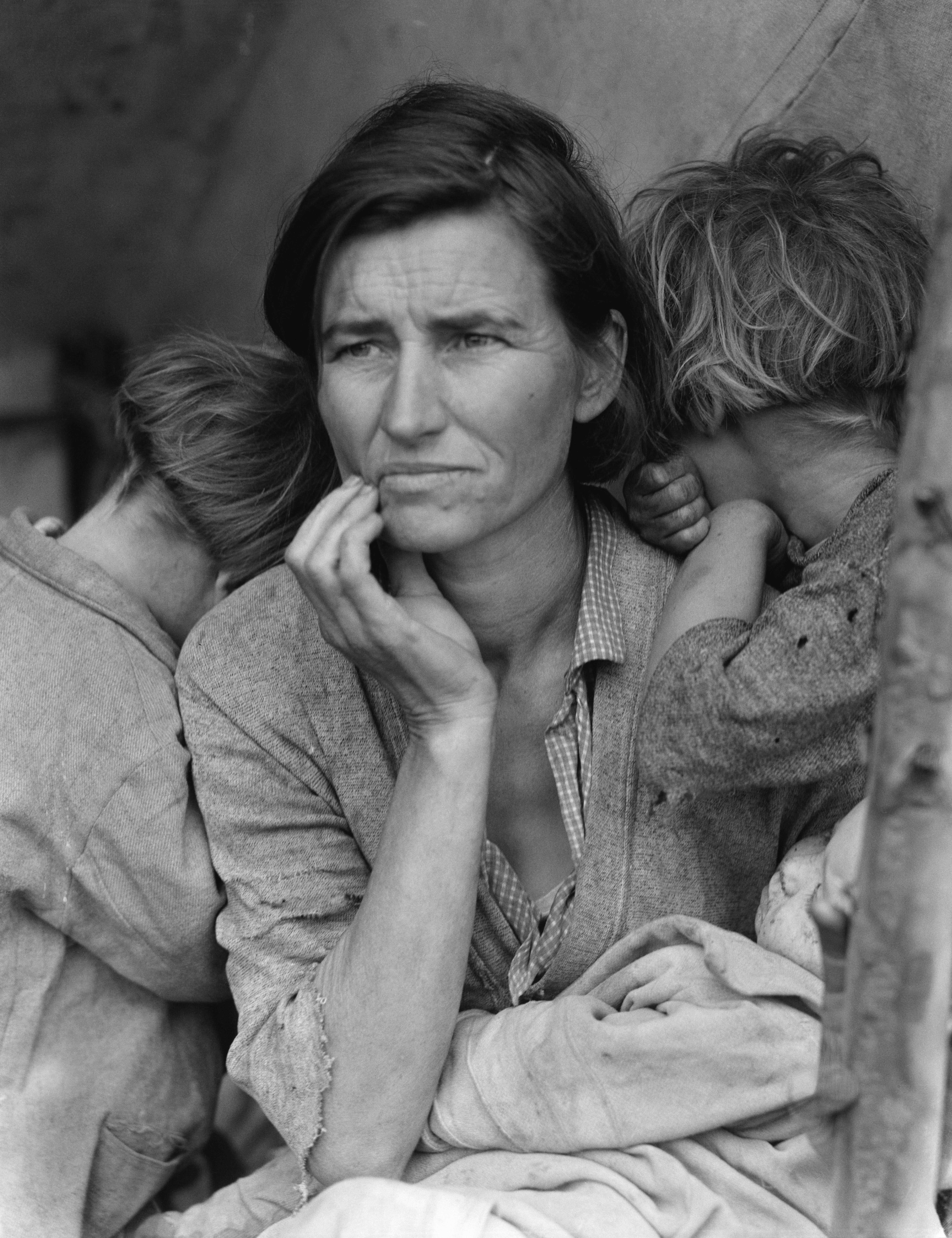
Aspetto fisico di una donna seduta.

La variazioni nell'aspetto fisico vengono giudicate dagli antropologi un fattore importante per lo sviluppo della personalità e delle relazioni sociali. In particolar modo per l'attrazione fisica. Gli esseri umani sono molto sensibili a variazioni nell'aspetto fisico, che alcuni studiosi teorizzano relative all'evoluzione. Alcune differenze nell'aspetto fisico sono genetiche, altre sono il risultato dell'età o di malattie e molte altre sono il risultato di una cura del corpo.
Alcuni aspetti dell'aspetto fisico:
- Il portamento
- La statura e la proporzione delle parti del corpo
- I capelli e i peli
- Il sorriso
- La pelle
- la forma degli occhi